# Chalcorectis argoplecta
Chalcorectis argoplecta is een vlinder uit de familie sikkelmotten (Oecophoridae). De wetenschappelijke naam van deze soort is voor het eerst geldig gepubliceerd in 1937 door Meyrick.
De soort komt voor in tropisch Afrika.